# Elektrizující život Louise Waina
Elektrizující život Louise Waina (v anglickém originále The Electrical Life of Louis Wain) je životopisný komediálně-dramatický film z roku 2021, který natočil Will Sharpe podle příběhu Simona Stephensona a scénáře Stephensona a Sharpa. Snímek vznikl v koprodukci Francie, Spojeného království a Spojených států. Ve filmu hrají Benedict Cumberbatch (v roli excentrického umělce Louise Waina), Claire Foy, Andrea Riseborough a Toby Jones.
Světová premiéra filmu se uskutečnila 2. září 2021 na 48. ročníku filmového festivalu v Telluride, 22. října 2021 měl film omezenou premiéru a 5. listopadu 2021 byl uveden ve Spojených státech na platformě Prime Video. Ve Spojeném království byl film vydán 1. ledna 2022 společností StudioCanal.

## Děj
V roce 1881, po smrti svého otce, Louis Wain jako jediný muž a nejstarší ze sourozenců podporuje svou matku a pět sester prací ilustrátora pro The Illustrated London News pod vedením sira Williama Ingrama. Odmítne však práci na plný úvazek, aby se věnoval hudbě a divadlu, což se mu ale nedaří.
Najme Emily Richardson jako guvernantku pro své sestry a zamilují se do sebe, což rozčílí jeho sestru Caroline. Aby ji mohl udržet v rodině, přijme práci na plný úvazek. Na divadelním představení Bouře se mu zdá děsivý sen o utopení. Emily ho utěšuje na pánských toaletách, což vyvolá společenský skandál. Caroline Emily propustí, ale Louis jí vyzná lásku a začnou spolu chodit.
V roce 1884 se vezmou, což vyvolá další skandál, protože Emily je o deset let starší a nižšího společenského postavení. Louis pracuje jako ilustrátor, aby mohl podporovat rodinu. Emily onemocní rakovinou prsu a společně adoptují zatoulané kotě Petera, což je v té době neobvyklé. Louis kreslí stále více antropomorfních kočičích ilustrací, zatímco Emily umírá.
Do roku 1891 jsou Wainovy kočky nesmírně populární a mění vnímání koček jako domácích mazlíčků. Wain pořádá kočičí akce a je předsedou Národní kočičí společnosti, ale kvůli absenci autorských práv nemá z reprodukcí zisk a rodina se zadlužuje. Sestra Marie duševně onemocní a rodina je vystěhována. Sir William jim zajistí levnější bydlení, ale Marie je později hospitalizována. Po smrti Petera se začíná hroutit i Louis.
V roce 1907 odcestuje do New Yorku, kde ho podporuje William Randolph Hearst. Po mírném úspěchu se vrací do Anglie v roce 1914. Brzy poté Marie a jejich matka umírají na chřipku. Po smrti sira Williama je rodina opět vystěhována. Británie vstupuje do války, Louis spadne z autobusu, upadne do kómatu a má vizi roku 1999. Navrhne futuristické kočičí hračky, ale loď s nimi potopí německá ponorka.
V roce 1917 Caroline umírá a Louis trpí psychickými zhrouceními. V roce 1924 ho sestry umístí do Springfieldské psychiatrické léčebny, kde si ho všimne inspektor Dan Rider, který kdysi viděl jeho kresby. Společně s H. G. Wellsem a dalšími osobnostmi uspořádá sbírku, která umožní Louisovi přesun do Bethlem Royal Hospital, kde může být s kočkami.
V roce 1930 je převezen do Napsbury Hospital v St Albans. Na konci příběhu vezme svůj deník a kousek šály Emily a odchází do malované krajiny, kde mu kdysi řekla, že ji najde.